# Такийские языки
Такийские языки (англ. Takic languages) — языковая группа внутри юто-ацтекской семьи. Такийские языки распространены на территории южной Калифорнии. Морфологически относятся к агглютинативным языкам.

## Название
Название группы происходит от общего юто-ацтекского корня *taaka, который используется в такийских языках как слово «человек» или «местный».

## История
Традиционно считается, что носители такийских языков мигрировали на территории современной южной Калифорнии с востока, ассимилировав или вытеснив коренное население. По разным оценкам лингвистов и археологов, такая миграция и последующий распад общего такийского языка могли произойти около 3800—2800 лет назад. Вместе с тем, некоторые учёные выдвигали предположение, что такийские языки могут быть и автохтонными в регионе.
В лексике такийских языков, особенно в тонгва, присутствуют корни неизвестного происхождения, не зафиксированные ни в других юто-ацтекских языках, ни соседних языках южной Калифорнии (чумашских, йокутских и юманских). Лингвисты считают эти корни субстратными, то есть унаследованными от коренного населения ареала.
Практически все общества носителей такийских языков — охотники-собиратели.

## Классификация
Такийские языки вместе с нумийскими языками, а также языками хопи и тюбатулабаль образуют северно-юто-ацтекскую надгруппу юто-ацтекской семьи. Многие исследователи считают эту надгруппу генеалогическим таксоном.
Такийская группа включает в себя следующие языки и диалекты:
- серранская подгруппа
  - серрано
  - ваньюме[англ.][К 1]
  - китанемук[англ.] †
- тонгва-купанская подгруппа
  - тонгва †
    - диалект габриэленьо
    - диалект фернанденьо

  - купанские языки
    - приморские
      - луисеньо
      - ахачемем[англ.], или хуаненьо

    - внутренние
      - кауилья
      - купеньо

Учёные предполагают, что языки татавиам и николеньо, о которых почти ничего не известно, либо также принадлежат к такийской группе, либо близки к ней внутри северо-юто-ацтекской ветви.

## Лингвистическая характеристика

### Фонетика и фонология
Фонологические системы такийских языков менее сложны, чем у соседних не-юто-ацтекских языков. Некоторые фонологические черты такийских языков, такие как наличие лабиализованных заднеязычных согласных и нескольких сибилянтов, возможно, являются результатом заимствования у соседей, в частности, юманских языков.
| пра-такийский          | *a | *a | *i | *o | *u | *y | *y |     |     |
| серранские языки       | a  | a˞ | i  | o˞ | u  | y  | y˞ | (e) | (o) |
| тонгва-купанские языки | a  | a  | i  | o  | u  | y  | y  | e   |     |

Для пра-такийского языка реконструируются пять базовых гласных: *a, *i, *o, *u, *y. Кроме того, во всех такийских языках, кроме внутренних купанских, существуют фонологические различия между долгими и краткими гласными. Долгие гласные, помимо прочего, используются в заимствованиях, в том числе из испанского. Серранская группа отличается наличием ретрофлексных гласных, которые исторически развились из пра-такийских.

### Комментарии
1. ↑  Предположительно, ваньюме является диалектом серрано[7].